# Ryosuke Matsuoka
Ryosuke Matsuoka (松岡 亮輔 Matsuoka Ryosuke?), född 23 oktober 1984 i Hyōgo prefektur, är en japansk fotbollsspelare.
Matsuoka började sin karriär 2007 i Vissel Kobe. Efter Vissel Kobe spelade han för Júbilo Iwata, Montedio Yamagata och Fujieda MYFC.